# Cladonia dissecta
Cladonia dissecta är en lavart som beskrevs av Ahti. Cladonia dissecta ingår i släktet Cladonia och familjen Cladoniaceae.   Inga underarter finns listade i Catalogue of Life.